# Necropoli di Son Real
La necropoli di Son Real è un sito funerario talaiotico situato sulla costa nord-orientale dell'isola di Maiorca, nel territorio del comune di Santa Margalida. Si trova nelle vicinanze di altri importanti siti archeologici come la necropoli di Illot des Porros, un dolmen e le tombe di Punta Fenicis.
Le sue vestigia più antiche sono datate al VII secolo a.C.. Le sepolture sono di varie tipologie: a forma di talaiot, sia circolari che quadrati, e a forma di navetta (navetas). I corredi funebri comprendevano gioielli (collane in pasta vitrea), armi (spade in ferro e in bronzo, punte di freccia) e ceramiche. Le indagini antropologiche sugli inumati mostrano la prevalenza dei dolicomorfi (75%) sui brachimorfi (25%) .

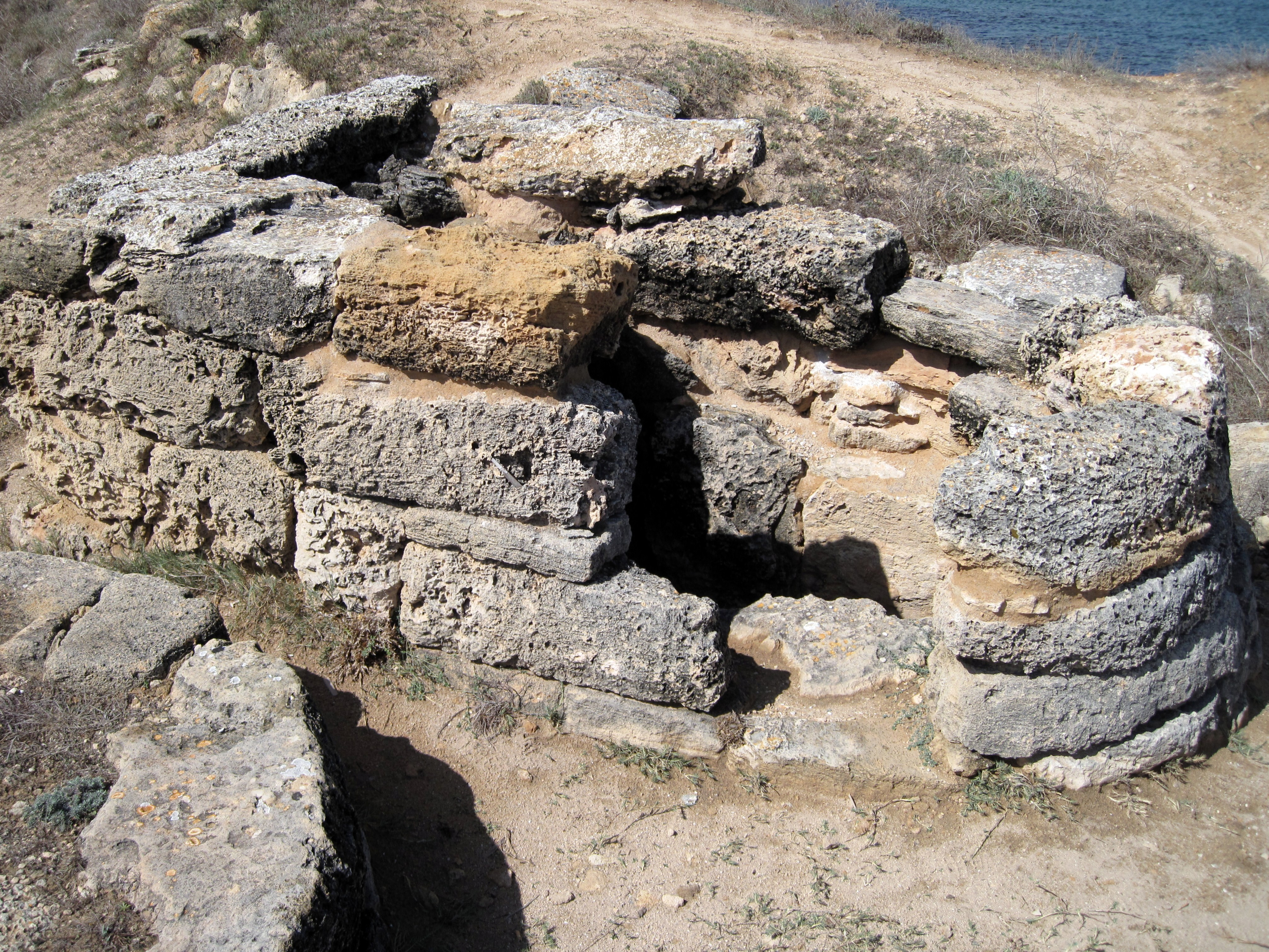
Tomba a forma di naveta
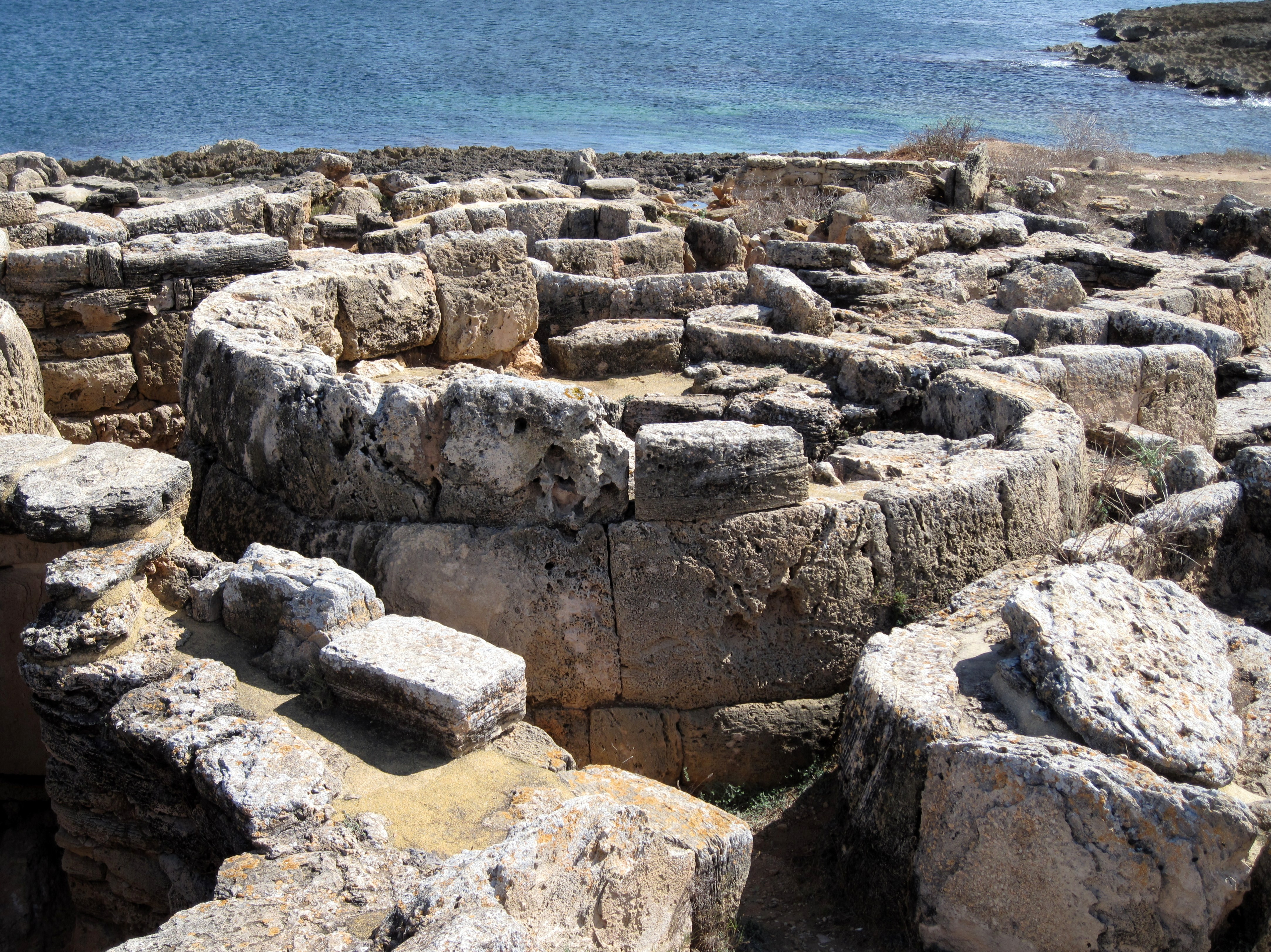
Tomba a forma di talaiot circolare
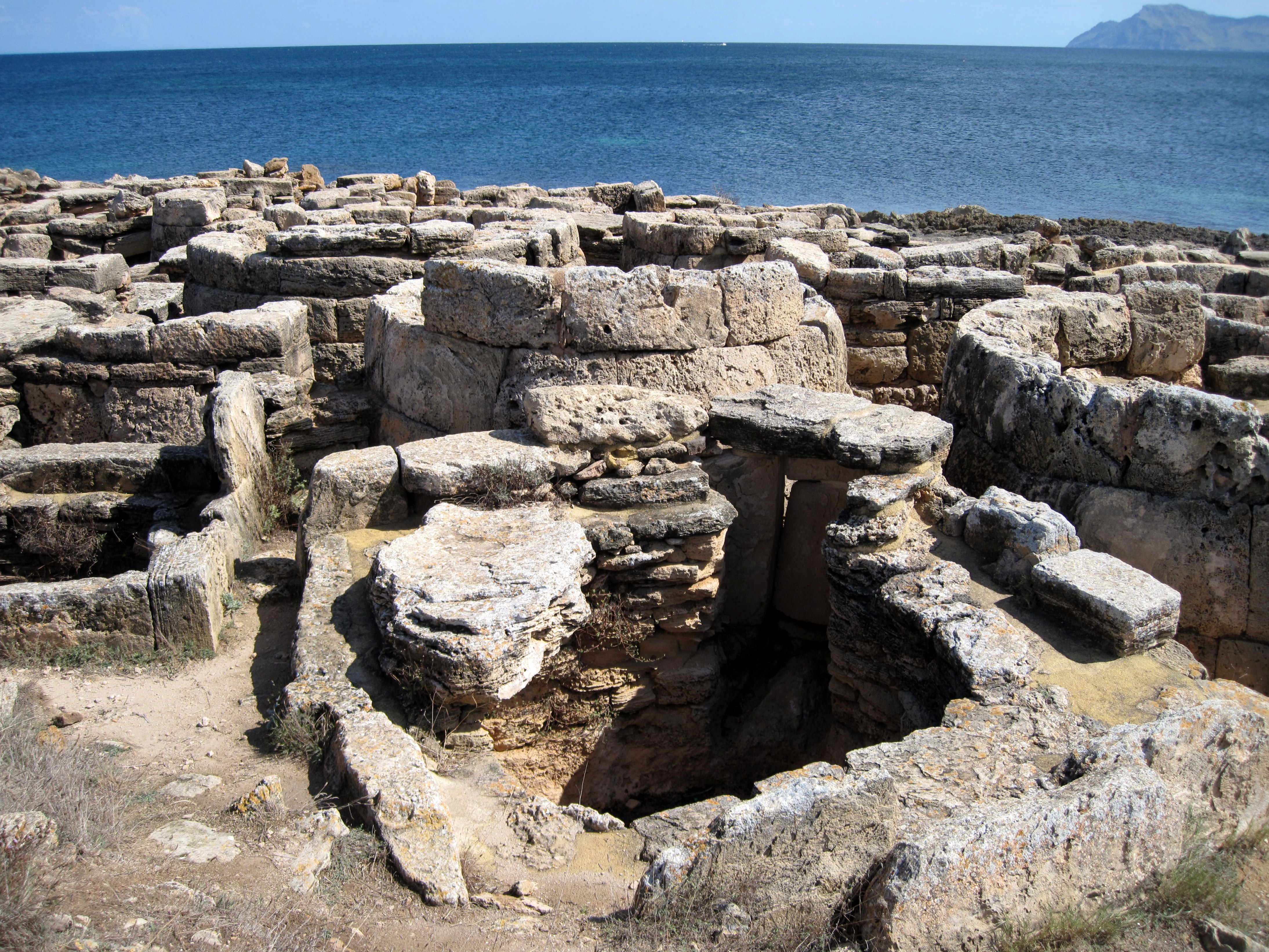
Tomba a forma di talaiot quadrato